# George Reuchlin
Jonkheer Johan George Reuchlin (* 19. Januar 1938 in Utrecht) ist ein niederländischer Schriftsteller.

## Werdegang
Reuchlin ist Sohn von Jonkheer Henri Reuchlin und Johanna Helena Jacoba Lichtenbelt. Sein Vater war der letzte Generaldirektor der Holland-America Line, bevor sie an die Carnival Corporation & plc in Seattle verkauft wurde. Sein Großvater Jonkheer Johan Reuchlin und sein Urgroßvater Jonkheer Otto Reuchlin (1842–1924) waren ebenfalls Direktoren der Holland-America Line.
Reuchlin studierte in Utrecht Jura und arbeitete danach bei verschiedenen Wirtschaftsberatungsfirmen. Später machte er sich selbständig und wurde einer der ersten niederländischen Interimsmanager; u. a. war er Generaldirektor einer der größten Messe- und Veranstaltungsgesellschaften der Niederlande, Ahoy in Rotterdam.
Seit er sich aus dem Beruf zurückgezogen hat, ist er als freier Schriftsteller tätig. Reuchlin gilt als Weinkenner und Weinliebhaber. Er hält zum Thema „Wein“ Vorlesungen, veranstaltet Weinproben und Weinreisen. Heute (Stand 2011) lebt er in Deutschland nahe der niederländischen Grenze. Reuchlin hat mehrere Ehrenämtern inne, berät unentgeltlich Menschen bei juristischen Problemen und ist in mehreren Vereinen aktiv.

## Werke
- Giftgrond, 1983, ISBN 90-6100-200-1
- De vlag gestreken, 2001
- Spiegelsaal, 2003
- Waltzing on the waves, 2004
- Dood op de penaltystip, 2007, ISBN 90-5179-503-3
- Lijnvaart in herinnering verankerd I, 2009, ISBN 978-90-76241-23-4
- Lijnvaart in herinnering verankerd II, 2010, ISBN 978-90-76241-31-9
- Het geschonden gelaat van de staat, 2010, ISBN 978-90-6100-646-6
- Tonia en haar heertjes, 2011, ISBN 978-90-76241-36-4
- Muziek te Paard, 2016, ISBN 978-90-76241-47-0

| Personendaten    | Personendaten                               |
| ---------------- | ------------------------------------------- |
| NAME             | Reuchlin, George                            |
| ALTERNATIVNAMEN  | Reuchlin, Johan George (vollständiger Name) |
| KURZBESCHREIBUNG | niederländischer Schriftsteller             |
| GEBURTSDATUM     | 19. Januar 1938                             |
| GEBURTSORT       | Utrecht                                     |